# Auzon (dopływ Ardèche)
Auzon – rzeka we Francji, przepływająca przez teren departamentu Ardèche, o długości 25,5 km. Stanowi lewy dopływ rzeki Ardèche.
Auzon przepływa przez: Freyssenet, Darbres, Lussas, Mirabel, Lavilledieu, Saint-Germain, Vogüé, Saint-Maurice-d’Ardèche oraz Lanas.